# Il se passe quelque chose
Pour plus de détails, voir Fiche technique et Distribution.
Il se passe quelque chose est un film dramatique français réalisé par Anne Alix, sorti en 2018.

## Fiche technique
- Titre français : Il se passe quelque chose
- Réalisation : Anne Alix
- Scénario : Anne Alix et Alexis Galmot
- Photographie : Aurélien Py
- Montage : Anna Riche et Céline Bellanger
- Son : Maxime Gavaudan et Pierre-Alain Mathieu
- Costumes : Taous Meghni
- Producteur : Thomas Ordonneau
  - Producteur exécutif : Francine Cadet
- Production : Shellac Sud
- Distribution : Shellac
- Pays d’origine :  France
- Genre : Drame
- Durée : 103 minutes
- Dates de sortie :
  - France :
    - 9 mai 2018 (Cannes)
    - 15 août 2018 (en salles)

## Distribution
- Lola Dueñas : Dolores
- Bojena Horackova : Irma
- Serge Geairain : Jean
- Mohammed Tora San Be : le coureur
- Les enquêteurs : L'équipe E.S.P.R.I (sur youtube)
- Dora Manticello : Dora
- Alexandre Violet : l'amant